# Ding Dong, Ding Dong
Ding Dong, Ding Dong, talvolta abbreviata come Ding Dong, è un brano musicale di George Harrison del suo album Dark Horse del 1974. Pubblicato come singolo, è arrivato alla 36ª posizione negli USA ed alla 38ª nel Regno Unito. Fu il principale singolo estratto dal disco in Gran Bretagna e in altre nazioni europee, e il secondo singolo, dopo la title track, in Nord America. Produzione su larga scala, la canzone incorpora elementi della tecnica Wall of Sound di Phil Spector, in particolare delle sue produzioni dei singoli natalizi del 1963. In aggiunta, alcuni biografi di Harrison videro Ding Dong come un tentativo di emulare il successo di due "inni natalizi" glam rock del 1973–74: Merry Xmas Everybody degli Slade, e I Wish It Could Be Christmas Everyday dei Wizzard. Il brano divenne un successo minore nel Regno Unito e negli Stati Uniti, sebbene entrò nella top 20 in molte nazioni del mondo.
Harrison trasse ispirazione per il testo di Ding Dong da delle iscrizioni rinvenute nella sua residenza gotico-vittoriana, Friar Park, nella contea dell'Oxfordshire – incise dall'eccentrico primo proprietario Frank Crisp. Il verso: «Ring out the old, ring in the new» ("Congeda il vecchio, festeggia il nuovo"), che si direbbe un semplice invito a festeggiare l'anno nuovo, è stato interpretato sia come un distanziamento di Harrison dal suo pesante passato di membro dei Beatles, sia come l'addio al suo matrimonio con Pattie Boyd. Come nella maggior parte dell'album Dark Horse, la prestazione vocale di Harrison è condizionata da problemi di gola, dovuti in parte al suo essersi esposto troppo in progetti di business come la sua etichetta discografica lanciata di recente, Dark Horse Records. Registrata nel suo studio di registrazione casalingo a Friar Park, la traccia include contributi musicali da parte di Tom Scott, Ringo Starr, Alvin Lee, Ron Wood e Jim Keltner.
Alla sua pubblicazione, la canzone fu recensita negativamente dalla maggior parte della critica, mentre altri considerarono la semplicità musicale e lirica del brano, un fattore positivo per un successo pop. Per la prima volta in occasione di uno dei suoi singoli, Harrison girò un videoclip promozionale per Ding Dong, dove egli viene mostrato mentre esegue la canzone nella sua residenza di Friar Park, vestito con vari costumi dei Beatles, e anche completamente nudo eccezion fatta per un paio di pelosi doposcì. Il video è stato incluso nel cofanetto box set The Apple Years 1968-75, pubblicato nel settembre 2014.

## Il brano

### Storia e composizione
Il brano venne composto nel 1974, anno molto movimentato per il chitarrista: si era separato dalla moglie Pattie Boyd, aveva inciso Dark Horse e lanciato la sua nuova etichetta discografica, la Dark Horse Records, per la quale aveva già prodotto alcuni album, ed aveva organizzato il suo primo tour in terra statunitense.
Ding Dong, Ding Dong venne composta in soli tre minuti, ed era il suo augurio per una buona (nuova) partenza. Musicalmente è un'arietta comica basata su una melodia tradizionale. Nello specifico, il ritornello riprende letteralmente il celebre motivo delle campane di Westminster, chiamato Westminster Quarters. Il testo era ispirato principalmente ad alcune incisioni presenti sul muro della sua casa a Friar Park, retaggio dell'eccentrico Frank Crisp (il precedente proprietario della residenza), ed alcuni versi li aveva in testa da tempo, ma solo suonando la chitarra di fronte ad un focolare, intuì che potevano essere adoperati per una canzone. Infatti, Harrison affermò che si trattava del brano più veloce che avesse mai composto, in soli tre minuti, se non si contavano i quattro anni trascorsi a guardare le incisioni prima che gli venisse l'ispirazione.

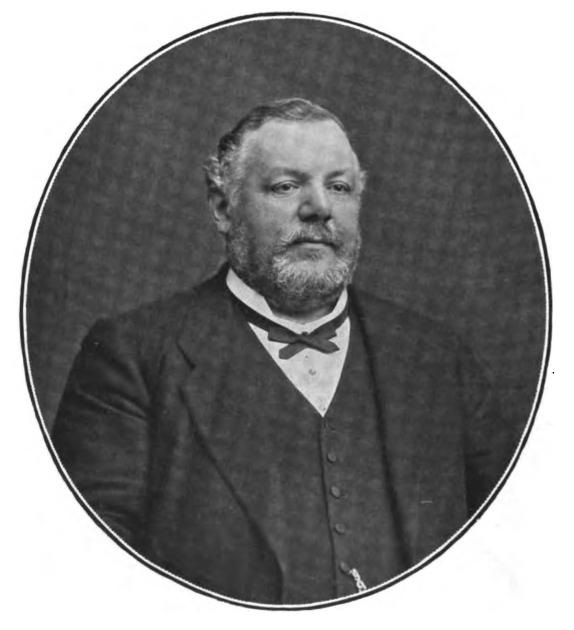
Sir Frank Crisp, che incise su una parete nel salotto di Friar Park le parole che ispirarono la canzone

Nel gennaio 1970, George Harrison acquistò una proprietà da 33 acri denominata Friar Park, a Henley-on-Thames, Oxfordshire, e poco dopo compose Ballad of Sir Frankie Crisp (Let It Roll) come omaggio al proprietario originale, l'eccentrico avvocato ed appassionato orticultore e microscopista Frank Crisp. Harrison incluse il brano nel suo acclamato triplo album All Things Must Pass, pubblicato nel novembre 1970, e da lì in poi iniziò ad incorporare nelle sue nuove composizioni alcuni degli aforismi che Crisp aveva lasciati scritti in giro per la proprietà, 70 o più anni prima. Una strofa di quattro versi iniziante con le parole "Scan not a friend with a microscopic glass" colpì particolarmente l'ex-Beatle, che alla fine la utilizzò per la sua canzone del 1975 The Answer's at the End. Allo stesso modo Harrison impiegò diversi anni per trasformare due versi tratti dalle incisioni nel salotto nel testo della canzone. I versi fornirono le frasi «Ding Dong, Ding Dong: Ring out the old, ring in the new», prese dalla parete a sinistra del camino, e, «Ring out the false, ring in the true» – che prese dalla parete a destra. Nella sua autobiografia del 1980, I, Me, Mine, Harrison accreditò il poeta inglese Lord Alfred Tennyson quale fonte originale di queste frasi.

### Registrazione
La traccia base ritmica della canzone venne registrata alla fine del novembre 1973 nello studio FPSHOT; comprendeva la chitarra acustica, il basso elettrico, il pianoforte e la batteria. La canzone venne conclusa nell'estate 1974. Ding Dong, Ding Dong ha subito il trattamento produttivo Wall of Sound di Spector e l'"effetto eco" tipico del glam rock.
Nel gennaio 1974, Harrison inviò un missaggio preliminare di Ding Dong a David Geffen, boss della Asylum Records, poco tempo prima di partire per l'India a visitare Ravi Shankar e scappare così dalla sua infelice situazione domestica con la moglie. L'invio del nastro aveva lo scopo di trovare un distributore per gli album prodotti dalla nuova etichetta discografica di Harrison, la Dark Horse Records, Shankar Family & Friends e The Place I Love – entrambi iniziati come produzioni dell'etichetta dei Beatles Apple Records. George aggiunse altre due canzoni al nastro, con un commento introduttivo a Ding Dong, Ding Dong. Egli aveva grandi aspettative per la canzone e disse a Geffen che sarebbe diventata, con il trattamento di Phil Spector, un tormentone che "20 milioni di persone [...] canteranno a fine giornata".

### Pubblicazione

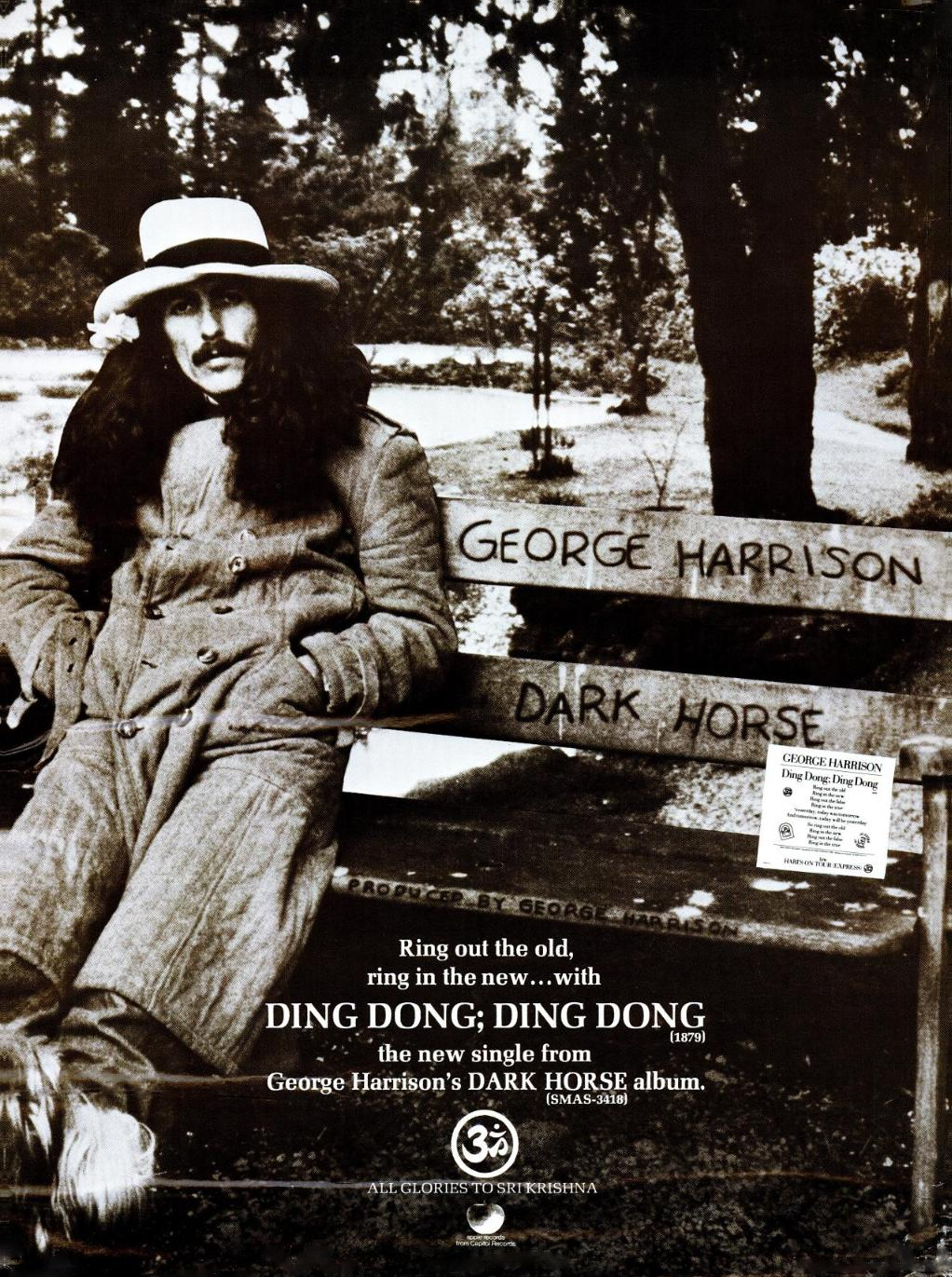
Pubblicità per la pubblicazione negli USA del singolo Ding Dong, Ding Dong/Hari's on Tour (Express), gennaio 1975

Ding Dong, Ding Dong venne incluso nell'album Dark Horse di fine 1974; è uno dei pezzi più conosciuti dell'LP.
Per sfruttare il periodo natalizio, venne pubblicata su un 45 giri nel Regno Unito il 6 dicembre dello stesso anno, con sul lato B I Don't Care Anymore, canzone riguardante i problemi legali che stava avendo la sua hit My Sweet Lord. I Don't Care Anymore non venne mai pubblicata su qualsivoglia altro formato. Comunque, era troppo tardi per i mercati della festività, e il brano non fu affatto un successo: arrivò solamente alla 38ª posizione delle classifiche britanniche. Il singolo venne pubblicato anche negli USA, con lato B Hari's on Tour (Express), tratta dallo stesso album, il 23 dicembre; negli States, giunse al 36º posto, ma comunque divenne un brano abbastanza popolare da cantarsi in occasione del Capodanno.
Quindi, le aspettative di Harrison non si realizzarono del tutto. Per promuovere il singolo, venne girato un videoclip, nel quale si vede George suonare la sua chitarra Rickenbacker a 12 corde con vari costumi addosso, fra cui quello indossato per la copertina di Sgt. Pepper, il quale non veniva utilizzato sin dal video promozionale di Hello Goodbye del novembre 1967.
Nonostante Ding Dong avesse avuto quello che l'autore Bruce Spizer descrisse come un "rispettabile" successo di classifica in America, la Capitol Records omise la canzone dalla compilation "greatest hits" The Best of George Harrison del 1976, pubblicata dalla casa discografica dopo il passaggio di Harrison alla Dark Horse Records.

## Tracce singolo
UK
1. Ding Dong, Ding Dong – 3:41 (George Harrison)
2. I Don't Care Anymore – 2:40 (George Harrison)

USA
1. Ding Dong, Ding Dong – 3:41 (George Harrison)
2. Hari's on Tour (Express) – 4:43 (George Harrison)

## Formazione
- George Harrison: voce, chitarra
- Mick Jones: chitarra
- Alvin Lee: chitarra
- Klaus Voormann: basso elettrico
- Gary Wright: pianoforte
- Ringo Starr: batteria
- Jim Keltner: batteria
- Tom Scott: sassofono
- Musicisti non accreditati: cori, campane[1]

## Accoglienza
La maggior parte dei critici musicali accolse negativamente Ding Dong, Ding Dong, e la sua pubblicazione avvenne proprio sulla scia delle critiche negative seguite al tour statunitense di Harrison. Coerente con il messaggio della canzone, Harrison si rifiutò di celebrare il passato nei suoi concerti favorendo la nostalgia nei confronti dei Beatles, e molti recensori criticarono sulla stampa musicale il pessimo stato della sua voce e la decisione di dedicare così tanto spazio a Ravi Shankar durante le esibizioni.
In Gran Bretagna, il disc jockey della BBC John Peel definì Ding Dong "ripetitiva e sciocca" e accusò Harrison di autocompiacimento, mentre Bob Woffinden del New Musical Express derise Dark Horse come "un mucchio di roba senza senso" e aggiunse che Ding Dong era veramente troppo "leggera". La serietà di Harrison nel proporre il singolo non fu aiutata dalla presenza sul lato B dello stesso della canzone I Don't Care Anymore (tradotto: "Non me ne importa più"), che venne letteralmente inteso come un suo commento a proposito della sua carriera artistica nel mondo della musica. Rolling Stone liquidò la canzone definendola "una rauca rilettura di Auld Lang Syne". In una recensione più favorevole, Chris Irwin di Melody Maker, scrisse del singolo: "Ci aspettavamo qualcosa di più sostanzioso di questa ninna nanna glorificata da uno dei musicisti più importanti del decennio, tuttavia, il brano è orecchiabile anche se banale... curiosamente, dischi come questo hanno la tendenza a vendere tonnellate di copie."
Fuori dal coro delle critiche, il recensore di Billboard lodò la traccia definendola "un'esecuzione estremamente godibile".

## Classifiche
| Stato                 | Posizione più alta | Numero di settimane in classifica |
| --------------------- | ------------------ | --------------------------------- |
| Belgio                | 12                 | 6                                 |
| Canada                | 63                 | 7                                 |
| Germania              | 31                 | 5                                 |
| Paesi Bassi           | 10                 | 4                                 |
| Regno Unito           | 38                 | 5                                 |
| Stati Uniti d'America | 36                 | Dato non disponibile              |